# Lilioceris brancuccii
Lilioceris brancuccii là một loài bọ cánh cứng trong họ Chrysomelidae. Loài này được Medvedev miêu tả khoa học năm 1992.